# Sziklaszoros
Sziklaszoros (1899-ig Szkalite, szlovákul Skalité) község Szlovákiában, a Zsolnai kerületben, a Csacai járásban.

## Fekvése
Csacától 16 km-re északkeletre, a lengyel határ mellett fekszik.

## Története
A település a 17. században keletkezett a vlach jog alapján, román és ruszin eredetű pásztornépek betelepítésével. A korabeli kiszucai feljegyzésekből kiderül, hogy valójában 1648-ban keletkezett, de csak 1662-ben a sztrecsényi uradalom urbáriumában említik először. Az urbárium szerint a faluban ekkor 151 lakos élt. A sztrecsényi uradalomhoz tartozott, akkor a neve Podszkalitye volt. 1712-ben „Szkalite” néven említik. 1720-ban 4 malma és 40 adózója volt. Plébániáját 1749-ben alapították, addig Csaca filiája volt. 1764 és 1774 között újra Csaca filiája lett. 1784-ben 241 házában 1740 lakos élt. 1794-ig a községnek fatemploma volt, mely a mai temető helyén állt. Ekkor épült a mai katolikus templom gróf Eszterházy Antal adományából.
A 18. század végén Vályi András így ír róla: „SZKALIK. Tót falu Trentsén Várm. földes Ura Hg. Eszterházy Uraság, lakosai többfélék, fekszik Újhelyhez 2 mértföldnyire; határja sovány.”
A község első iskoláját 1812-ben alapították. 1828-ban 287 háza és 2169 lakosa volt. Lakói erdei munkákkal, állattartással foglalkoztak.
Fényes Elek 1851-ben kiadott geográfiai szótárában így ír a faluról: „Szkalite, népes tót falu, Trencsén vmegyében, a Magyar, Szilézia és Galliczia határok összejövetelénél 2199 kath., 6 zsidó lak. Kath. paroch. templommal, harminczad hivatallal. Erdeje roppant. F. u. h. Eszterházy. Ut. p. Zsolna.”
1857-ben az iskola új épületet kapott. A település életében nagy jelentősége volt a vasútvonal 1885-ben történt megépülésének. A faluban nem volt szlovák iskola, csak magyar. A trianoni békéig Trencsén vármegye Csacai járásához tartozott.
1938-ban a település egy része Lengyelországhoz került.

## Népessége
| Év:            | 1994. | 2004.   | 2014.   | 2024.   |
| -------------- | ----- | ------- | ------- | ------- |
| Emberek száma: | 4947  | 5065    | 5247    | 5274    |
| Eltérés:       |       | +2,38 % | +3,59 % | +0,51 % |

| Év:            | 2023. | 2024.   |
| -------------- | ----- | ------- |
| Emberek száma: | 5261  | 5274    |
| Eltérés:       |       | +0,24 % |

1910-ben 2390, túlnyomórészt szlovák anyanyelvű lakosa volt.
2001-ben 5063 lakosából 4972 szlovák volt.
2011-ben 5241 lakosából 5086 szlovák volt.

## Nevezetességei
- Keresztelő Szent János tiszteletére szentelt római katolikus temploma 1787 és 1794 között épült. 1957-ben bővítették.
- A plébánia épülete 1796-ból származik, késő barokk stílusú.

## Külső hivatkozások
- Hivatalos oldal
- Községinfó
- Sziklaszoros Szlovákia térképén
- E-obce.sk[halott link]